# Bauführer
Als Bauführer wird ein Abschnitts-Bauleiter einer Baustelle bezeichnet. Er ist der Bauleitung gegenüber für die Bauausführung verantwortlich, vertritt sie an der lokalen Baustelle und koordiniert dort den Personal- und Materialeinsatz.
Der Bauführer hat eingeschränktere Aufgaben als der Bauleiter. Auf Großbaustellen ist er meist für Teilaufgaben verantwortlich und hat weniger Einfluss. Neben der bautechnischen Verantwortung sorgt er meist für die Bauvermessung.
Von ihrer Ausbildung her sind Bauführer meist Baumeister oder Bautechniker, bei kleineren Bauabschnitten werden auch Poliere als Bauführer eingesetzt.

## Bauführer (Schweiz)
Der Techniker Ausführung Hochbau oder Tiefbau (dipl. Bauführer HF) ist der Manager der Bauunternehmung für die Realisierung von Bauwerken.
In der Bauunternehmung ist der Bauführer verantwortlich für die fach-, termin- und qualitätsgerechte Ausführung der Bauarbeiten im Rahmen des Werkvertrages, der Normen und der vorgegebenen Sollwerte unter Einhaltung der Sicherheitsvorschriften und:
- vertritt die Bauunternehmung gegenüber der Bauherrschaft bzw. der Bauleitung
- plant den termin- und auftragsgerechten Bauablauf
- führt das ihm zugeteilte Personal
- organisiert, überwacht und kontrolliert die Ausführung der Bauarbeiten
- ist der Verantwortliche für die Sicherheit auf seinen Baustellen
- ist für die Qualitätssicherung verantwortlich
- sorgt für einen korrekten und fristgerechten Ablauf der administrativen und finanziellen Belange

Die Ausbildung besteht aus einem zweijährigen Studium an einer höheren Fachschule mit einem dazwischen liegenden Praktikumsjahr, oder aus berufsbegleitenden Kursen.
Häufig wird der Beruf des Bauführers mit dem des Bauleiters verwechselt. Der Bauführer (dipl. Techniker HF Ausführung) ist jedoch in der Firma des Baumeisters tätig, der Bauleiter (dipl. Techniker HF Projektierung) beim planenden Büro.